# Ratatouille

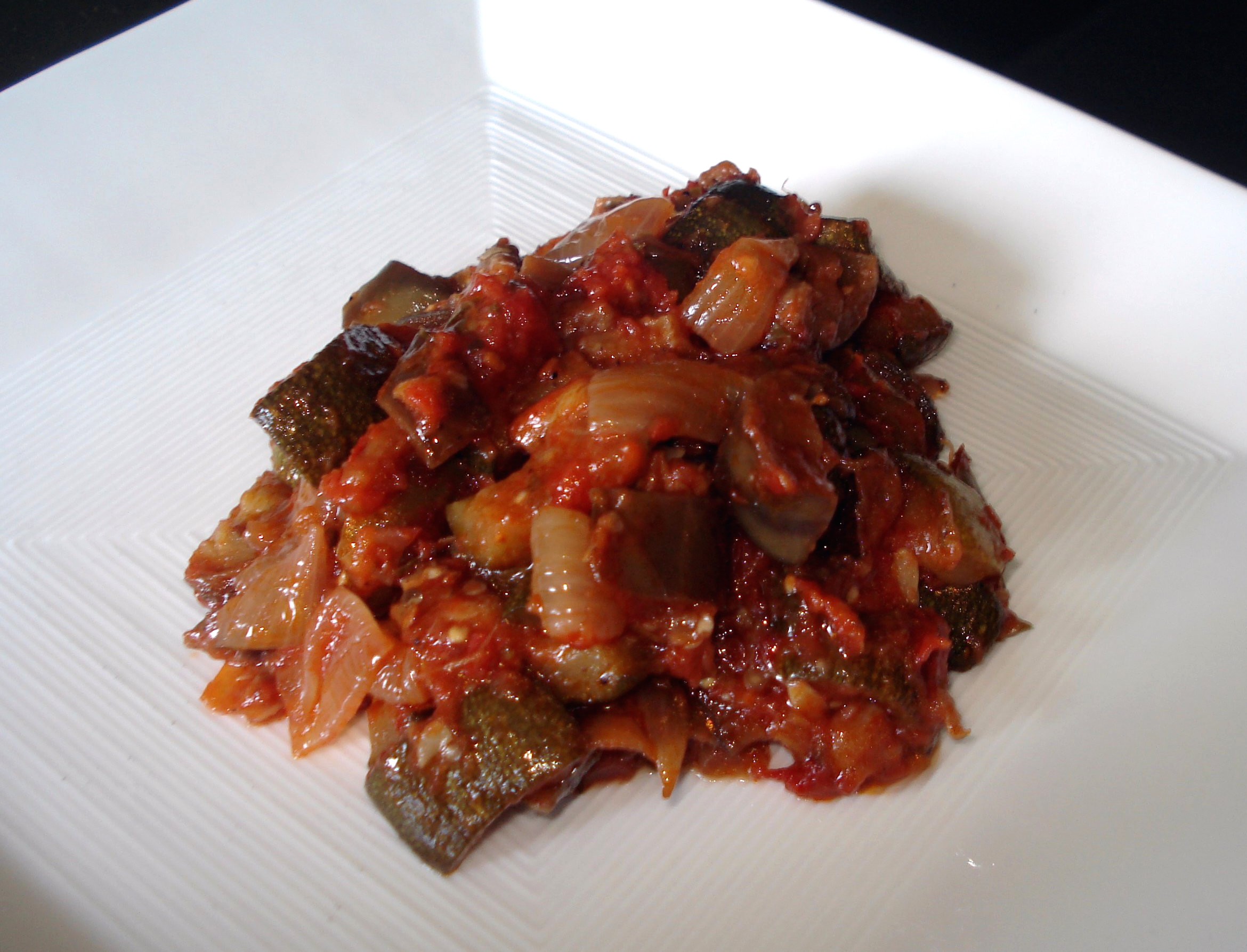
Ratatouille niçoise

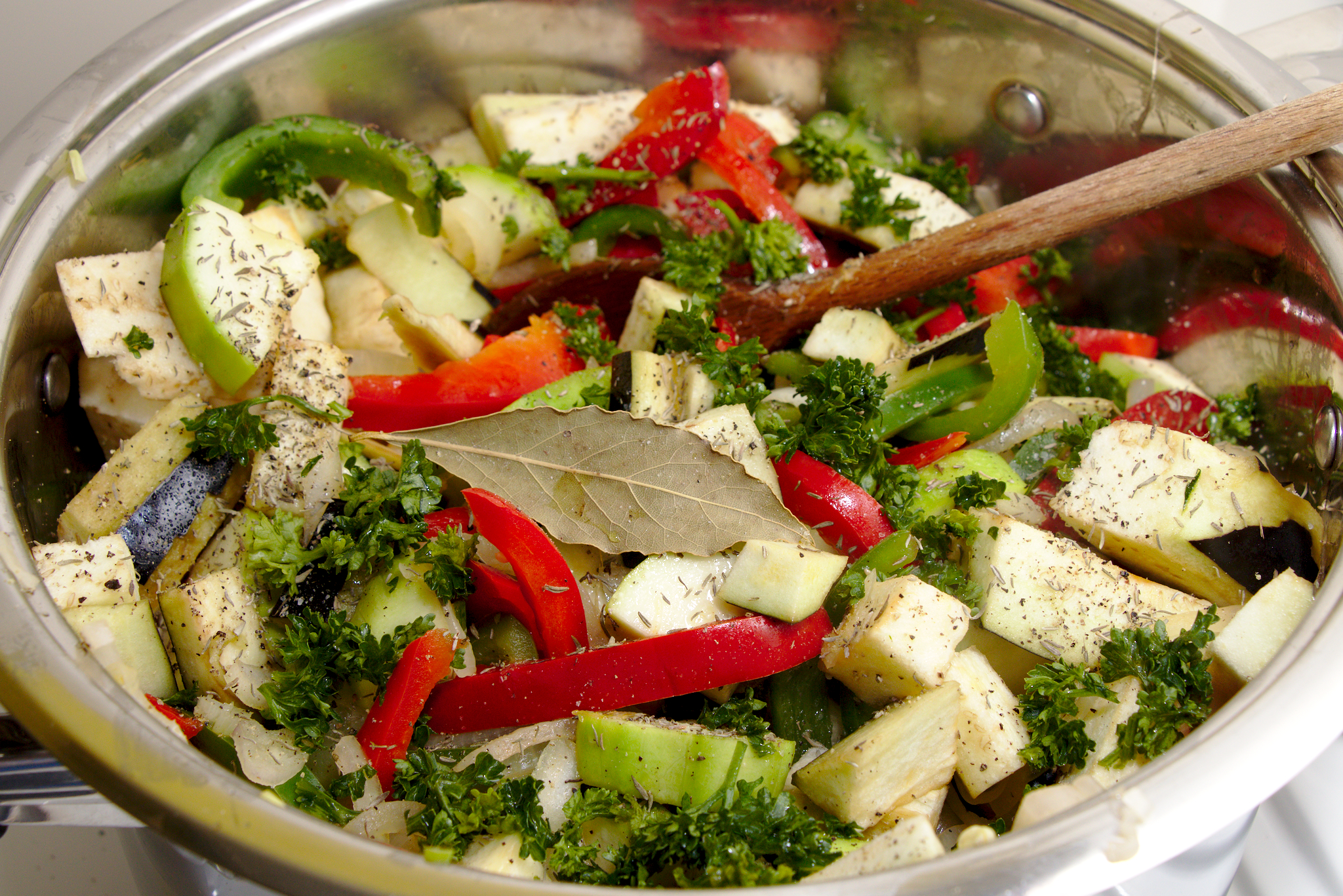
Món ratatouille bắt đầu được nấu trong nồi

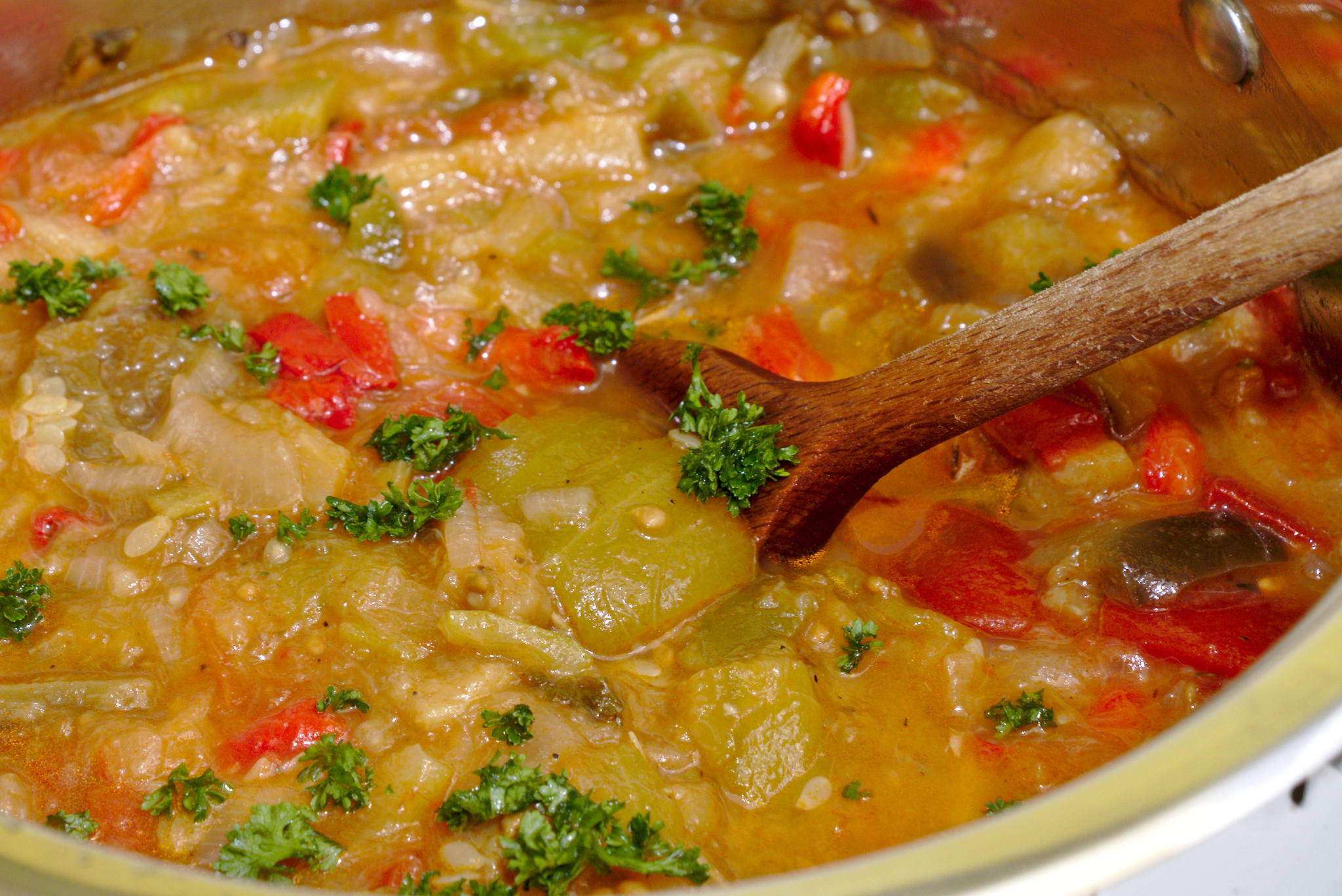
Món ratatouille được nấu trong nồi

Ratatouille (/ˌrætəˈtuːi/ RAT-ə-TOO-ee, tiếng Pháp: [ʁatatuj]; tiếng Occitan: ratatolha [ʀataˈtuʎɔ]) là một món rau củ hầm, đặc sản của vùng Provence nước Pháp, bắt nguồn từ thành phố Nice, hay còn gọi là ratatouille niçoise (nghĩa là Ratatouille của Nice).